# Церква Іоанна Богослова (Скорики)
Церква Іоанна Богослова в Скориках — парафія і храм Підволочиського благочиння Тернопільської єпархії Православної церкви України в селі Скорики, Підволочиського району, Тернопільської області. Пам'ятка архітектури національного значення (охоронний номер 1595), внесена до реєстру ЮНЕСКО.

## Архітектура

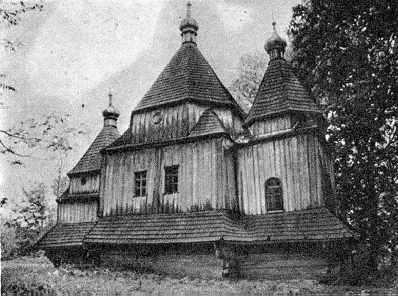
Церква у Скориках за часів СРСР

Церкву відносять до подільського стилю будування храмів: тридільна, трибанна, архаїчна у своїх квадратних зрубах, з широким дашком-опасанням, який захищає низ будівлі від дощових вод. Церква є однією із чотирьох у Тернопільській області, де збереглась ґонтова покрівля.
В інтер'єрі храму є дуже цінний іконостас, який за легендою фундував Богдан Хмельницький і наказав волами привезти у храм, виконаний невідомими майстрами одночасно із самою церквою. Основним мотивом різьблення є своєрідно трактоване листя аканта, виноградні грона й квіти. Зображення іконостасу виконано до найглибших національних традицій: навіть маленького Ісуса вдягнено в українську вишиванку.
Щодо прекрасно відреставрованого іконостасу зараз навіть існує сучасна легенда: «1999 року, незадовго до виборів, Леонід Кучма в робочій поїздці Західною Україною завітав у Скорики. Там відвідав славнозвісну дерев'яну церкву, в якій, за легендою, перед походом на Збараж 1649 року сповідалися і приймали причастя козаки Богдана Хмельницького разом із гетьманом. Отож, 1999 року, скориставшись слушним моментом, кмітливий священик о. Степан Кебало оповів високопосадовцю, що Богдан-Зиновій та інші славні гетьмани, які заходили до скориківської церкви скласти молитву Богові, неодмінно і щедро жертвували на храм. І, мовляв, незле було б і панові Кучмі, наслідуючи їх, подбати про трьохсотрічний диво-іконостас, що його, кажуть, колись доставили до Скориків волами за наказом самого Хмельницького. Відступати було нікуди — кошти на реставрацію іконостасу було виділено»

## Історія
Час побудови викликає у дослідників суперечки: церква збудована у XVII столітті, 1700 або 1744 року. За легендою, Богдан Хмельницький перед походом на Збараж сповідався та причащався із козацьким військом у цій церкві, тому церква могла бути збудованою ще у середині XVII століття. Реставрованою церква була в 1989–1991 рр., також іконостас було реставровано 1999 року.
3 1961 по 1991 рік церква була закрита. У 1988—1990 роках громада відновила свою святиню.
У 1995 році за сприяння президента Л. Кучми позолотили іконостас, який становить особливу цінність. Чималу фінансову допомогу надали Орислава Литвинець, Надія Посилюжна, Євгенія Коновка та інші парафіяни.

## Світлини

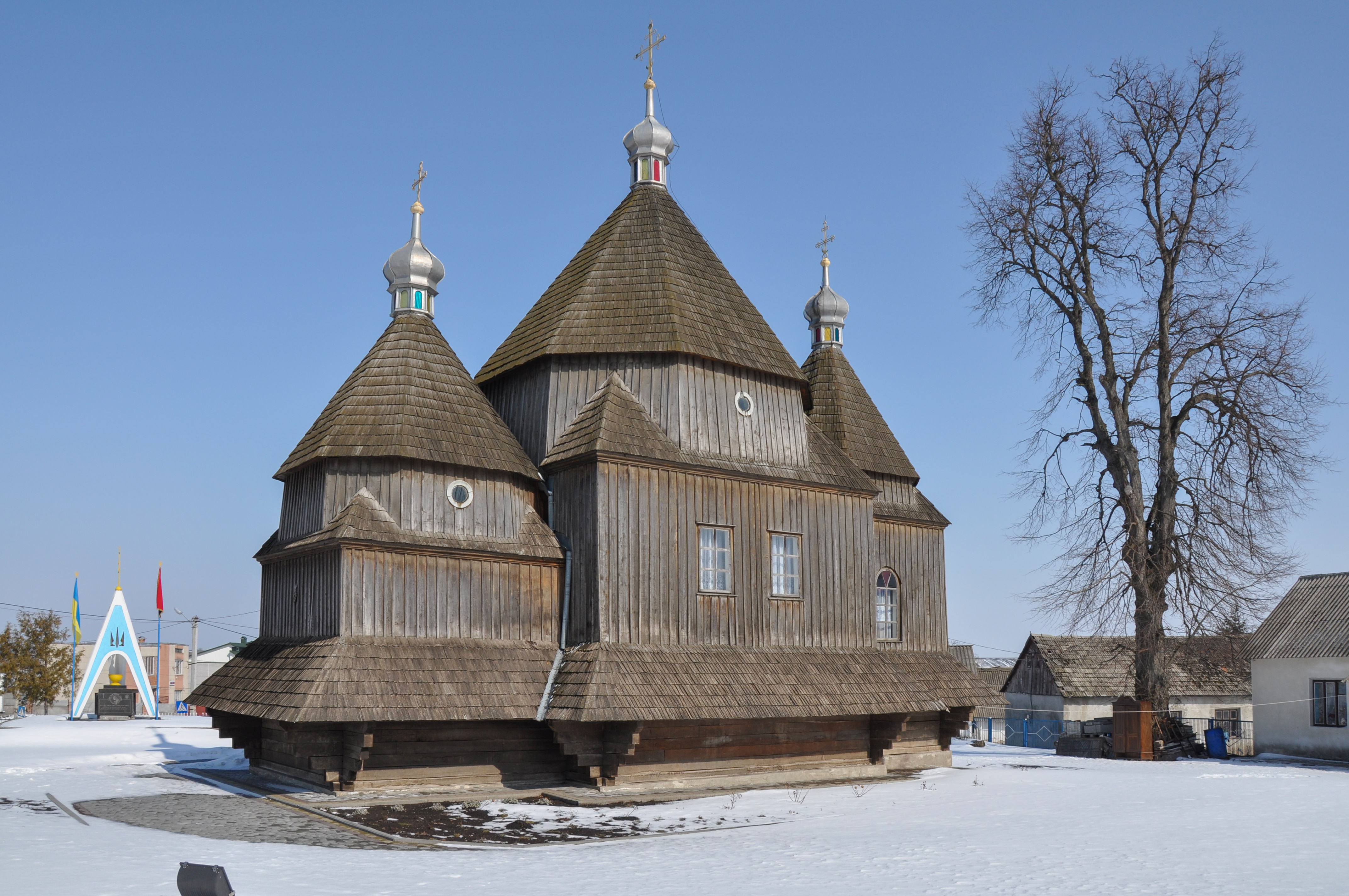
березень 2012 року
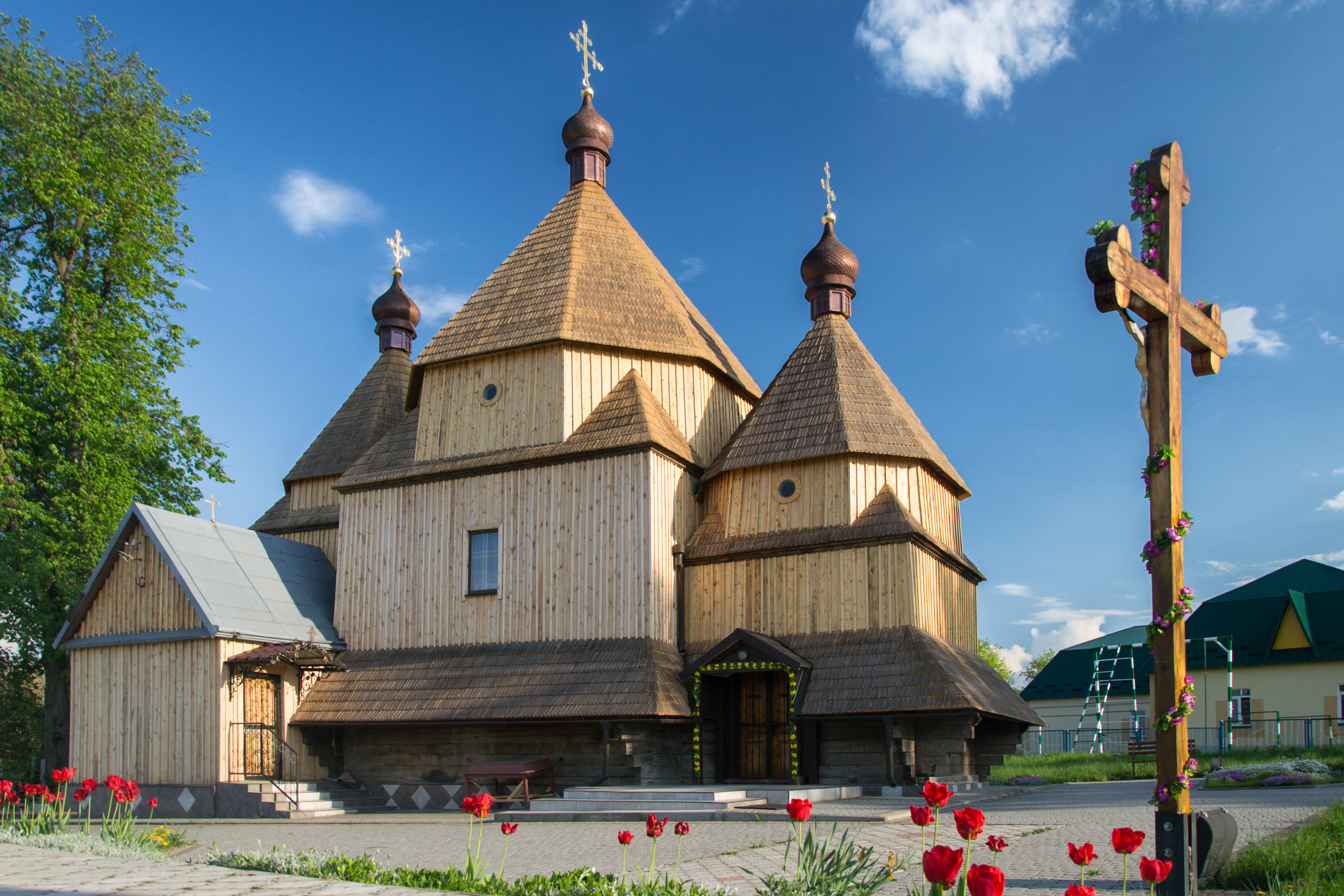
травень 2014 року
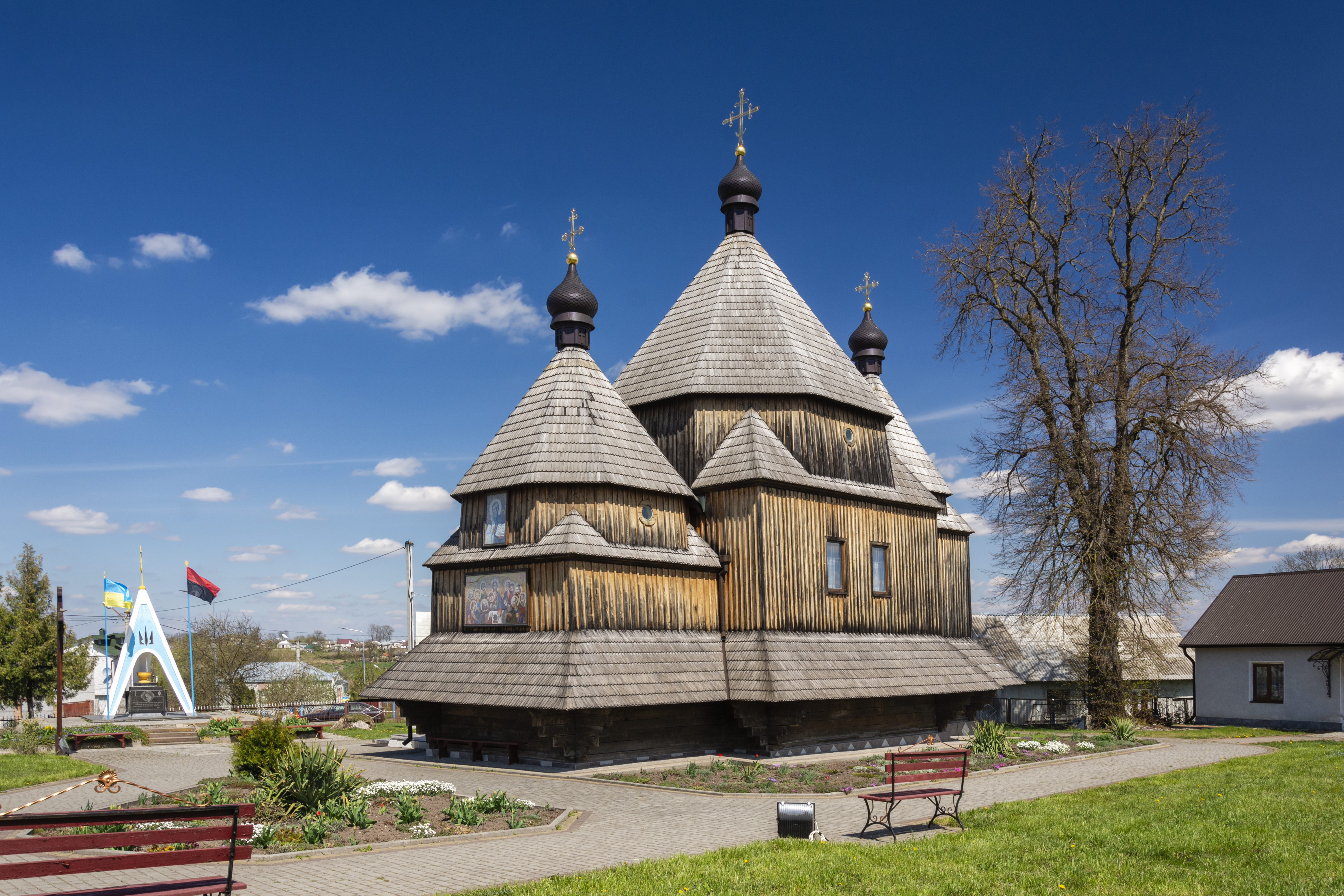
травень 2021 року

## Парохи
- о. Борса (1946—1951),
- о. Ярмусь (1951—1961),
- о. Степан Кебало (з 1972).